# Carlos Posac
Carlos Posac Mon (Tarragona, 9 de abril de 1922-Fuengirola, Málaga, 29 de junio de 2015) fue un profesor, arqueólogo y filólogo español.

## Biografía
Sus años de infancia transcurrieron entre Bellpuig (Lérida) y Camprodón (Gerona), hasta que, a los diez años, la familia marcha a Melilla, donde su padre es trasladado como funcionario del Cuerpo Técnico de Correos. Allí estudió el bachillerato, en el Instituto Nacional de Segunda Enseñanza, realizando el examen de Estado en la Universidad de Granada en junio de 1940.
Inició los estudios universitarios en la Facultad de Filosofía y Letras de Zaragoza y, en virtud de los planes vigentes, se examinó de los dos cursos comunes en junio de 1942, para continuar la rama de Filología Clásica en la Universidad Complutense de Madrid, obteniendo la licenciatura en junio de 1944.
En octubre de 1947 fue nombrado adjunto interino de Lengua Griega del Instituto Nacional de Segunda Enseñanza de Melilla, ganando la cátedra por oposición en noviembre de 1950 en el Instituto Nacional de Enseñanza Media de Badajoz.
Incorporado al Instituto Hispano-Marroquí de Ceuta en enero de 1954, es nombrado vicedirector, desempeñando la dirección con carácter interino durante el curso 1955-56. En 1967 obtiene por concurso el traslado al Instituto Politécnico Español de Tánger. En 1981 cambia su residencia a Málaga, dictando sus clases en el Instituto Nuestra Señora de la Victoria.
En 1984 presenta su tesis doctoral en la Universidad Complutense, bajo la dirección del profesor José María Blázquez Martínez, con el título El estrecho de Gibraltar en tiempos clásicos. En 1987 se jubiló de la enseñanza para seguir su trayectoria investigadora.
Fue académico correspondiente de la Real Academia de la Historia desde 1998.
Sus restos mortales descansarán en Ceuta según sus propios deseos.

## Actividades arqueológicas
Formó parte del Seminario de Historia Primitiva del Hombre, que dirigía el profesor Julio Martínez Santaolalla, interviniendo en la exploración de los yacimientos paleolíticos situados en las riberas del río Manzanares, al sur de Madrid. Tuvo el encargo de revisar los materiales altomedievales descubiertos en Diego Álvaro (Ávila) por el investigador local Arsenio Gutiérrez Palacios.
En el verano de 1944, dirigió con Eduardo del Val Caturla una campaña de excavaciones en el poblado del Bronce Mediterráneo III, en La Bastida de Totana (Murcia).
Adscrito a la Comisaría Local de Excavaciones Arqueológicas de Mérida (Badajoz), en el verano de 1945 intervino en la conservación de hallazgos casuales. En el verano de 1947, llevó a cabo una intensa prospección de las ruinas de la ciudad céltica de Ulaca en Solosancho (Ávila), delimitando el área urbana y recogiendo material en superficie.
Desde 1944 hasta 1950 realizó numerosas prospecciones en la zona oriental del que era entonces Protectorado de España en Marruecos, descubriendo una docena de yacimientos del Paleolítico Superior y del Neolítico, y, en la zona central, exploró las cuevas del macizo montañoso del Ker Ker.
Su primera dirección de excavación en solitario tuvo lugar en septiembre de 1953, en el yacimiento de la Edad de Bronce de Monachil (Granada), cuyos resultados presentó en el I Congreso Internacional de Arqueología de Campo, reunido en Granada por la Comisaría General de Excavaciones Arqueológicas.
Entre los años 1957 a 1967 desempeña el cargo de Delegado Local de Excavaciones Arqueológicas de Ceuta, donde hay que destacar sus estudios sobre el complejo de salazones, la necrópolis de las Puertas del Campo y el sarcófago romano.
Con Fernando Alcalá Marín descubre, en el verano de 1960, una villa romana situada junto a la desembocadura del río Verde en Marbella (Málaga), ornada con unos mosaicos de gran calidad.
Realizó trabajos en la necrópolis de la Edad del Bronce de Los Algarbes de Tarifa (Cádiz); la excavación de la basílica paleocristiana de Vega de Mar en Marbella, iniciada años atrás por Pérez Barradas y que el profesor Posac llevó a cabo con Rafael Puertas Tricas entre 1977 y 1981; y el descubrimiento de una nueva villa romana en la playa de Sabinillas (Manilva, Málaga), que dirigió con Pedro Rodríguez Oliva en los veranos de 1975 y 1977.

## Obras
Libros
- Excavaciones en la ciudad del Bronce II Mediterráneo en La Bastida de Totana (Murcia) (En colaboración con Julio Martínez Santaolalla, Bernardo Sáez Martín, José Antonio Sopranis Salto y Eduardo del Val Caturla), Madrid, 1947.
- El Yacimiento de Kerker, Editora Marroquí, Tetuán, 1951.
- Estudio Arqueológico de Ceuta Ceuta,1962.
- La última década lusitana en Ceuta Ceuta, 1967.
- Guía Arqueológica de Marbella Marbella, 1983.
- La Historia de Ceuta a través de la Numismática, Ceuta, 1989.
- La Basílica paleocristiana de Vega del Mar (en colaboración con Rafael Puertas Tricas), Marbella-Málaga 1989.[2]